# مهج‌الدعوات و منهج‌العبادات
مُهَجَ الدَّعوات و مَنهَجُ العبادات، کتابی در زمینه ادعیه نوشته سید بن طاووس است.
این کتاب حرز، مربوط به امور طلسمات بوده و در آنها از تعویذات و ادعیه بهره گرفته شده و مشتمل بر انواع حرزهای چهارده معصوم، قنوت‌های ائمه معصومین و ادعیه‌های مأثور است و پایان بخش کتاب را ادعیه متفرقه است.